# Manuel Ballester Boix
Manuel Ballester Boix (ur. 27 czerwca 1919 w Barcelonie, zm. 5 kwietnia 2005 w Barcelonie) – hiszpański chemik, który w 1982 roku otrzymał Nagrodę Księstwa Asturii w Badaniach Naukowo-Technicznych.
Studiował chemię na uniwersytecie w Barcelonie. Studia ukończył z tytułem licencjata w 1944 roku. W latach 1949–1951 studiował na amerykańskim uniwersytecie w Harvard.
Był członkiem Hiszpańskiego Związku Badań Naukowych (CSIC) od 1944 roku. 